# Bullitt (grup)
Bullitt és un grup de música indie rock de la ciutat de Sant Feliu de Guíxols fundat el 2005. Bullitt ha compartit escenari amb bandes internacionals com Samiam, Hard-Ons, The Get Up Kids o Last Days of April, i han actuat en festivals com el Barcelona Acció Musical, Primavera Sound, Mercat de Música Viva de Vic o l'Actitud Fest. La cançó «Lucky» del seu disc, Sparks, serví de sintonia de la sèrie de televisió Cites.
El març de 2015 morí el seu baixista, Ferran Bonet, d'un càncer limfàtic. El 2016 s'incorporà a la formació Màxim Triviños, que també forma part del grup No More Lies.

## Formació
- Ferran Bonet: baix i veus (2005-2015).

- Xavi Calvet: guitarra i veu.

- Carles Paz: guitarra i veus.

- Enric Pla: bateria.

- Màxim Triviños: baix (2016-)

## Discografia

### CD/LP
| Any  | Títol           | Discogràfica             |
| ---- | --------------- | ------------------------ |
| 2009 | Squared wheels  | Hang The Dj Records      |
| 2010 | Love or die     | BCore Disc               |
| 2013 | So many ways    | BCore Disc               |
| 2015 | Sparks          | BCore Disc               |
| 2020 | Drawer Sessions | BCore Disc               |
| 2023 | B Major         | BCore Disc / Saltamarges |

### Senzill
| Any  | Títol        | Discogràfica |
| ---- | ------------ | ------------ |
| 2013 | Talk it over | BCore Disc   |

### Digital
| Any  | Títol                                 |
| ---- | ------------------------------------- |
| 2013 | «Sorrow» (versió de Bad Religion)     |
| 2015 | «Up in Arms» (versió de Foo Fighters) |